# 秃发素渥
秃发素渥（?—?），南凉宗室，河西鲜卑秃发推斤的儿子，秃发思复鞬的弟弟，是南凉国王秃发乌孤、秃发利鹿孤、秃发傉檀的叔叔。
399年，南凉武威王秃发乌孤把都城迁到乐都，派他弟弟西平公秃发利鹿孤镇守安夷，广武公秃发傉檀镇守西平，叔叔秃发素渥镇守湟河，另一个叔叔秃发若留镇守浇河，堂弟秃发替引镇守洪池岭以南，堂弟秃发洛回镇守廉川，派堂叔秃发吐若留镇守浩亹。